# Елізабет фон Дейк
Елі́забет фон Де́йк (нім. Elisabeth von Dyck; нар. 11 жовтня 1950, Борстель-Гоенраден, Шлезвіг-Гольштейн, Федеративна Республіка Німеччина — пом. 4 травня 1979, Нюрнберг, Баварія, Федеративна Республіка Німеччина) — західнонімецька терористка, членкиня ліворадикальної терористичної організації «Фракція Червоної армії» (RAF).

## Життєпис

### Ранні роки
Народилася в сім'ї механіка і після завершення навчання у школі навчалася на медичну сестру.
У 1971 році фон Дейк познайомилася з членом «Фракції Червоної армії» Клаусом Юшке і заручилася з ним. Тоді ж долучилася до церковної молодіжної роботи з менонітами, а у 1974 році приєдналася до Соціалістичного колективу пацієнтів (нім. Sozialistisches Patientenkollektiv; SPK), що ставив за мету створення безкласового суспільства в боротьбі з «медичним класом» і не виключав насильницьких методів.
Пізніше фон Дейк стала членкинею гейдельберзької групи «Комітету проти катувань політичних в'язнів ФРН», до якої також входили майбутні терористи RAF Зіглінда Гофманн, Лутц Тауфер і тодішній адвокат Андреаса Баадера Зігфрід Гааг.

### Терористична діяльність
У квітні 1975 року, коли кілька членів гейдельберзької групи були причетні до захоплення заручників у посольстві Західної Німеччини в Стокгольмі, фон Дейк також потрапила під слідство за підозрою у підтримці терористів. У тому ж році німецька поліція отримала ордер на її арешт за контрабанду зброї зі Швейцарії до Німеччини. Вона була звільненя після шести місяців ув'язнення у в'язниці Кельн-Оссендорф.
Наприкінці 1975 року вирушила до Адена на півдні Ємену, де разом з Гаагом та іншими терористами зустрілася у тренувальному таборі Народного фронту визволення Палестини з п'ятьма членами RAF, звільненими після викрадення «Рухом 2 червня» німецького політика Петера Лоренца.
Влітку 1977 року німецький уряд знову видав ордер на арешт фон Дейк, на цей раз додавши звинувачення у членстві в терористичній організації. 22 вересня, під час викрадення Ганса Мартіна Шлеєра, вона перебувала в Утрехті в Нідерландах разом з Кнутом Фолькерцем. Коли обидвоє терористи були викриті поліцією, Фолькерц відкрив вогонь, убив поліцейського, був заарештований і пізніше засуджений до довічного ув'язнення. Фон Дейк натомість змогла втекти.
26 жовтня 1997 року членкиня RAF Моніка фон Зекендорф дала свідчення як свідок на основному процесі проти Моніки Гаас, що та, після викрадення Шлеєра, проживала разом з Фрідерікою Краббе та Елізабет фон Дейк в невеличкому будинку в Багдаді.
Анна-Лаура Брагетті, колишня членкиня італійської терористичної організації «Червоні бригади», заявляла в 1998 році, що вона зустрілася з фон Дейк разом з двома іншими членами RAF в Парижі наприкінці 1970-х років. «Фракція Червоної армії», сильно ослаблена після 1977 року, тоді отримувала від «Червоних бригад» підтримку грошима та зброєю.

### Смерть
4 травня 1979 року квартиру у Нюрнберзі, де переховувалася фон Дейк, було викрито поліцією. За даними правоохоронних органів, фон Дейк була застрелена при спробі арешту, коли на прохання підняти руки вона потягнулася до кобури, в яій знаходився великокаліберий пістолет. Згідно зі звітом про розтин, вона була вбита пострілом у спину.
Похована в Енкенбах-Альзенборн в районі Кайзерслаутерн землі Рейнланд-Пфальц.
У січні 1985 року французька анархістська терористична організація «Пряма дія», яка час від часу співпрацювала з RAF, підписала лист-визнання словами «Група Елізабет фон Дейк». Незадовго до цього терористи вбили високопоставленого чиновника Міністерства оборони Франції поблизу Парижа.
20 квітня 1998 року в заяві про розпуск «Фракції Червоної армії» її ім'я було записано як Елізабета ван Дейк, а не фон, що відповідає нідерландським прізвищам, хоча є тотожною до німецьких приставок фон та французьких де.